# 치평 (북송)
치평(治平, 1064년 ~ 1067년)은 북송 영종(英宗) 조서(趙曙)의 연호이다. 4년 가량 사용하였다. 영종(英宗)이 죽고나서, 신종(神宗)이 희녕으로 개원할 때까지 사용하였다.

## 개원
- 가우(嘉祐) 9년 1월 1일[1](1064년 1월 21일)에 연호를 치평(治平)으로 개원함.[2][3][4][5]
- 치평(治平) 5년 1월 1일[6](1068년 2월 6일)에 연호를 희녕(熙寧)으로 개원함.[4][5][7][8]

## 연대 대조표
| 치평       | 원년            | 2년             | 3년        | 4년        |
| 서기(西紀) | 1064년          | 1065년          | 1066년     | 1067년     |
| 간지(干支) | 갑진(甲辰)      | 을사(乙巳)      | 병오(丙午) | 정미(丁未) |
| 요(遼)     | 청녕(淸寧) 10년 | 함옹(咸雍) 원년 | 2년        | 3년        |

## 동시대 연호

### 중국
요(遼)
- 청녕(淸寧) (1055년 ~ 1064년)
- 함옹(咸雍) (1065년 ~ 1074년)

대리국(大理國)
- 정덕(正德) (1062년 ~ 1073년)

서하(西夏)
- 공화(拱化) (1063년 ~ 1067년)
- 건도(乾道) (1067년 ~ 1068년)

### 베트남
- 쯔엉타인자카인(彰聖嘉慶) (1059년 ~ 1066년)
- 롱쯔엉티엔뜨(龍彰天嗣) (1066년 ~ 1068년)

### 일본
- 고헤이(康平) (1058년 ~ 1065년)
- 지랴쿠(治曆) (1065년 ~ 1069년)

## 같이 보기
- 중국의 연호 목록